# Zápas na Letních olympijských hrách 1980 – muži, řecko-římský do 48 kg
Zápas řecko-římský ve váhové kategorii do 48 kg probíhal na Letních olympijských hrách 1980 v Moskvě, v atletické hale CSKA Moskva. O medaile se utkalo celkem 10 zápasníků.

## Turnajové výsledky
Za prohru zápasníci získávají záporné body. 6 bodů vyřazuje zápasníka z dalších bojů. Poté, co zbývají poslední tři borci, utkají se tito ve finálovém kole o medaile.
Legenda
- TF — Lopatkové vítězství
- IN — Vítězství pro soupeřovo zranění
- DQ — Vítězství pro soupeřovu pasivitu
- D1 — Vítězství pro soupeřovu pasivitu, vítěz taktéž napomínán
- D2 — Oba zápasníci diskvalifikováni pro pasivitu
- FF — Kontumační vítězství
- DNA — Soupeř nenastoupil
- TPP — Trestné body celkem
- MPP — Trestné body za zápas

Sankce
- 0 – Lopatkové vítězství, technická převaha, pro pasivitu, zranění soupeře, nenastoupení
- 0,5 – Výhra na body, 8-11 bodů rozdíl
- 1 – Výhra na body, 1-7 bodů rozdíl
- 2 – Výhra pro pasivitu, vítěz taktéž napomínán
- 3 – Prohra na body, 1-7 body rozdíl
- 3,5 – Prohra na body, 8-11 bodů rozdílu
- 4 – Prohra lopatková, technickou převahu, pro pasivitu, zranění, nenastoupení

### Kolo 1
| TPP | MPP |                            | Score     |                           | MPP | TPP |
| --- | --- | -------------------------- | --------- | ------------------------- | --- | --- |
| 3   | 3   | Vincenzo Maenza (ITA)      | 9 – 10    | Reijo Haaparanta (FIN)    | 1   | 1   |
| 0   | 0   | Pavel Christov (BUL)       | DQ / 8:16 | Kent Andersson (SWE)      | 4   | 4   |
| 0   | 0   | Alfredo Olvera (MEX)       | TF / 4:44 | Saber Nakdali (SYR)       | 4   | 4   |
| 0   | 0   | Ferenc Seres (HUN)         | TF / 1:32 | Roman Kierpacz (POL)      | 4   | 4   |
| 3   | 3   | Constantin Alexandru (ROU) | 2 – 6     | Žaksilik Uškempirov (URS) | 1   | 1   |

### Kolo 2
| TPP | MPP |                        | Score     |                            | MPP | TPP |
| --- | --- | ---------------------- | --------- | -------------------------- | --- | --- |
| 6.5 | 3.5 | Vincenzo Maenza (ITA)  | 4 – 14    | Pavel Christov (BUL)       | 0.5 | 0.5 |
| 1   | 0   | Reijo Haaparanta (FIN) | TF / 8:36 | Kent Andersson (SWE)       | 4   | 8   |
| 3.5 | 3.5 | Alfredo Olvera (MEX)   | 5 – 13    | Ferenc Seres (HUN)         | 0.5 | 0.5 |
| 8   | 4   | Saber Nakdali (SYR)    | TF / 1:16 | Constantin Alexandru (ROU) | 0   | 3   |
| 7   | 3   | Roman Kierpacz (POL)   | 10 – 13   | Žaksilik Uškempirov (URS)  | 1   | 2   |

### Kolo 3
| TPP | MPP |                        | Score     |                            | MPP | TPP |
| --- | --- | ---------------------- | --------- | -------------------------- | --- | --- |
| 5   | 4   | Reijo Haaparanta (FIN) | 0 – 27    | Pavel Christov (BUL)       | 0   | 0.5 |
| 7.5 | 4   | Alfredo Olvera (MEX)   | TF / 2:29 | Constantin Alexandru (ROU) | 0   | 3   |
| 4   | 3.5 | Ferenc Seres (HUN)     | 6 – 17    | Žaksilik Uškempirov (URS)  | 0.5 | 2.5 |

### Kolo 4
| TPP | MPP |                           | Score     |                            | MPP | TPP |
| --- | --- | ------------------------- | --------- | -------------------------- | --- | --- |
| 9   | 4   | Reijo Haaparanta (FIN)    | 2 – 17    | Ferenc Seres (HUN)         | 0   | 4   |
| 4.5 | 4   | Pavel Christov (BUL)      | DQ / 7:34 | Constantin Alexandru (ROU) | 2   | 5   |
| 2.5 |     | Žaksilik Uškempirov (URS) |           | Bye                        |     |     |

### Kolo 5
| TPP | MPP |                           | Score  |                            | MPP | TPP |
| --- | --- | ------------------------- | ------ | -------------------------- | --- | --- |
| 3.5 | 1   | Žaksilik Uškempirov (URS) | 12 – 7 | Pavel Christov (BUL)       | 3   | 7.5 |
| 7   | 3   | Ferenc Seres (HUN)        | 5 – 10 | Constantin Alexandru (ROU) | 1   | 6   |

### Finále
Výsledky z předchozích kol se započítávají do finále (žlutě zvýrazněno)
| TPP | MPP |                            | Score  |                            | MPP | TPP |
| --- | --- | -------------------------- | ------ | -------------------------- | --- | --- |
|     | 3   | Constantin Alexandru (ROU) | 2 – 6  | Žaksilik Uškempirov (URS)  | 1   |     |
|     | 3.5 | Ferenc Seres (HUN)         | 6 – 17 | Žaksilik Uškempirov (URS)  | 0.5 | 1.5 |
| 6.5 | 3   | Ferenc Seres (HUN)         | 5 – 10 | Constantin Alexandru (ROU) | 1   | 4   |

## Finálové pořadí
1. Žaksilik Uškempirov (URS)
2. Constantin Alexandru (ROU)
3. Ferenc Seres (HUN)
4. Pavel Christov (BUL)
5. Reijo Haaparanta (FIN)
6. Alfredo Olvera (MEX)
7. Vincenzo Maenza (ITA)
8. Roman Kierpacz (POL)